# Birch Point Provincial Park
Birch Point Provincial Park är en provinspark i Manitoba i Kanada. Den ligger vid Lake of the Woods i provinsens sydöstra hörn, omkring 16 mil sydost om Winnipeg.